# Spedale degli Innocenti
Le Spedale degli Innocenti (en français : l'hôpital des Innocents) est un monument de la ville de Florence. Un des premiers orphelinats d'Europe, il possède une longue loggia qui donne sur le côté est de la piazza della Santissima Annunziata.

## Histoire
Le Spedale degli Innocenti est un édifice du XVe siècle commandé en  1419  à Filippo Brunelleschi par l'Arte della Seta o di Por Santa Maria, corporation des métiers de la soie. Destiné à l'accueil des enfants abandonnés, il est inauguré en 1445. Il est agrandi dans les siècles suivants.

## Façade sur lapiazza
Chef-d'œuvre de Filippo Brunelleschi, qui a dessiné et commencé le portique en 1424, il fut complété par Franscesco della Luna en 1445. Les médaillons en terre cuite représentant les enfants emmaillotés (les innocents) sont d'Andrea della Robbia et datent de 1463, ainsi qu'une Annonciation au tympan de la cour en arcades.

## Les cloîtres
deux cloîtres : celui des hommes et celui des femmes, indépendants l'un de l'autre.

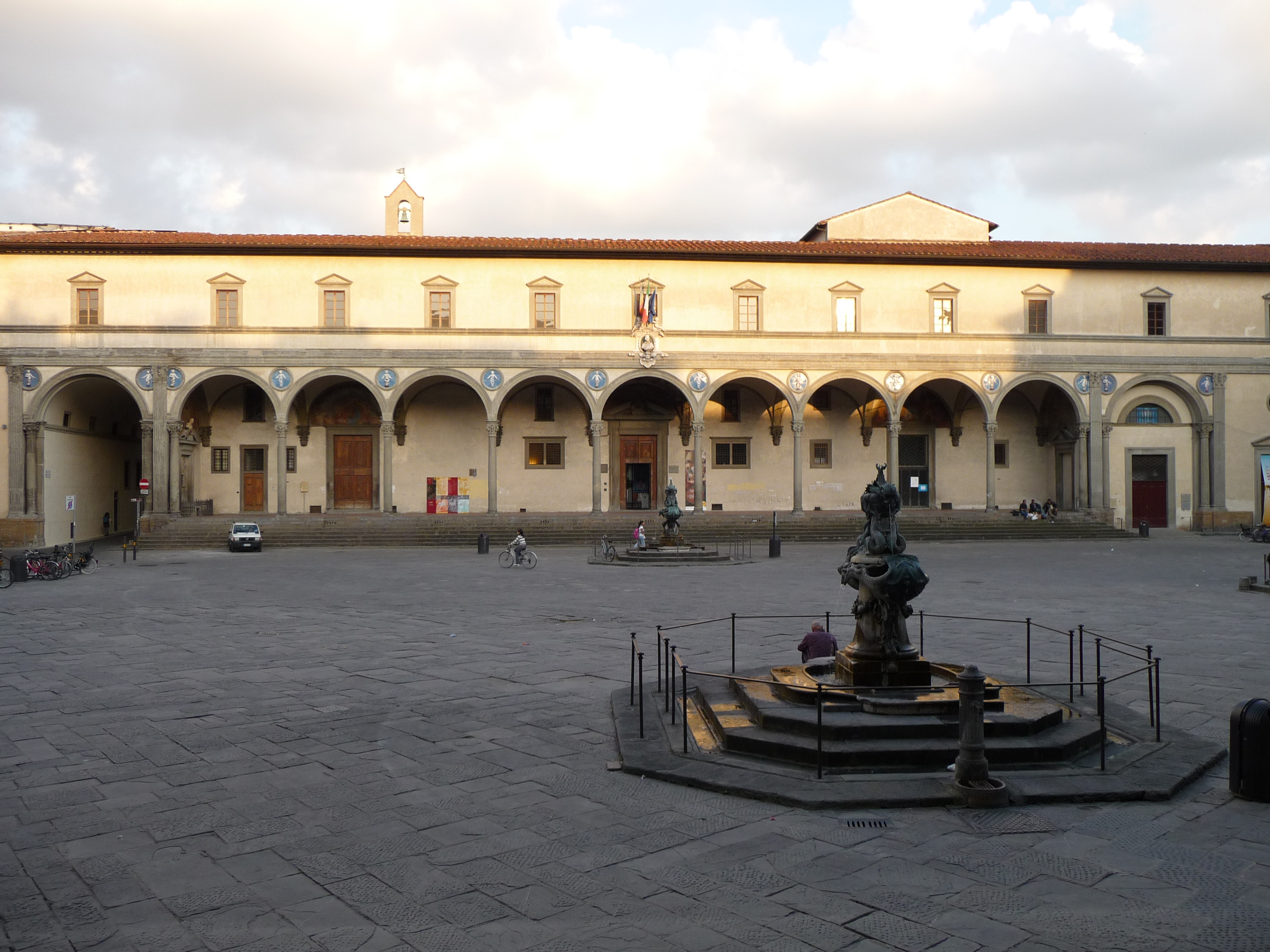
La loggia sur la place.
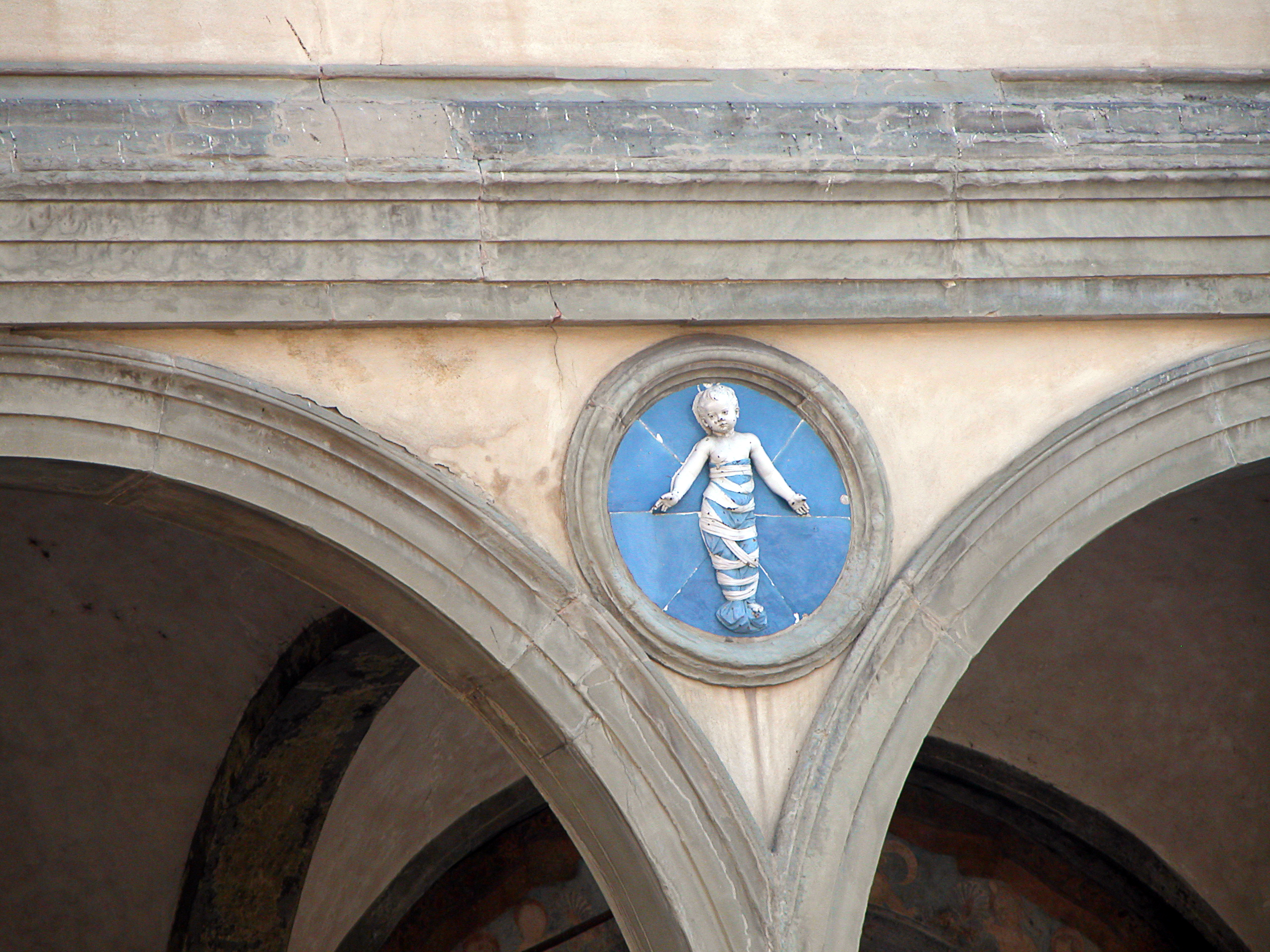
Médaillon.
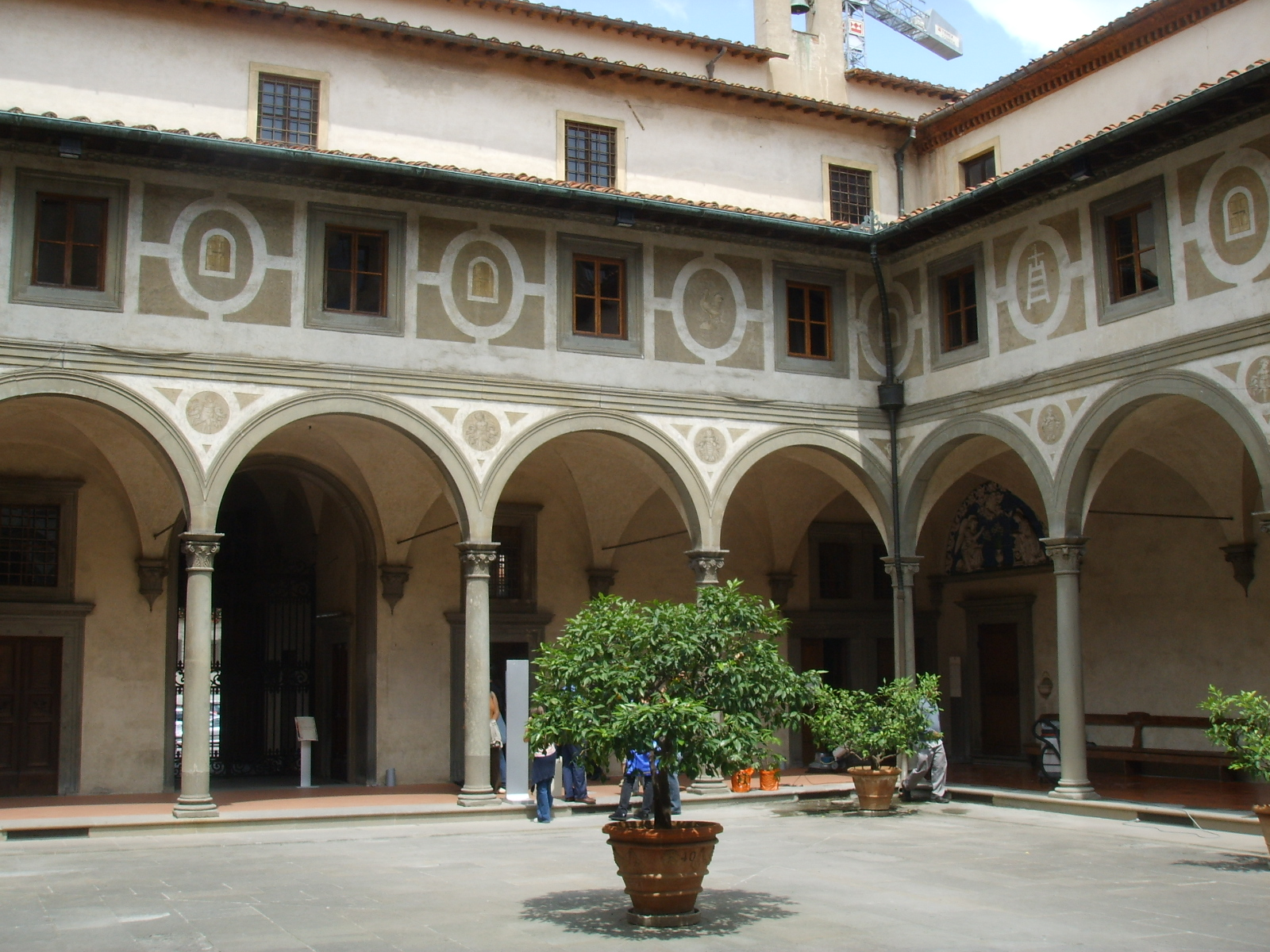
Cloître des hommes.
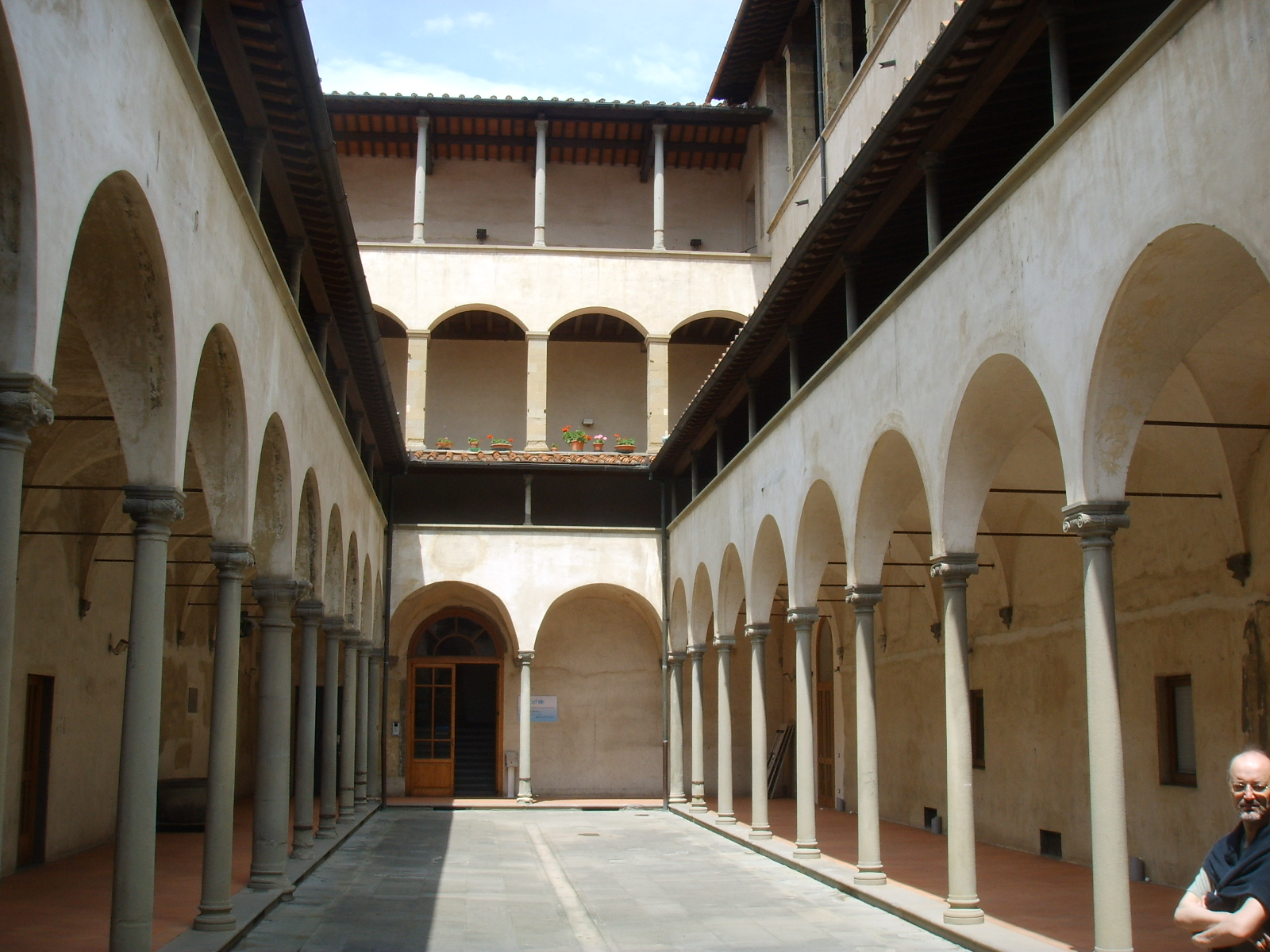
Cloître des femmes, en ordre ionien.

## L'église
Baptisée Santa Maria degli Innocenti, elle fut remaniée entièrement en 1786 par Bernardo Fallani et Santi Pacini par sa fresque Mosè salvato dalle acque.
Son maître-autel provient de le chiesa di San Pier Maggiore détruite, et date du XVIIe siècle ; il est en  pietra dura, orné d'une Annunciazione de Mariotto Albertinelli et de Giovanni Antonio Sogliani.

## La pinacothèque
Parmi les œuvres exposées, on peut remarquer :
- Neri di Bicci, Couronnement de la Vierge
- Giovanni del Biondo, triptyque de l'Annonciation
- Botticelli, La Vierge à l'Enfant avec un ange
- Filippino Lippi, Vierge à l'Enfant avec un ange
- Piero di Cosimo, Conversation sacrée Del Pugliese ; Mariage de sainte Catherine
- Andrea del Sarto, Vierge avec l'Enfant et des anges
- Pontormo, Madone des Innocents
- Grande fresque de Poccetti, Massacre des Innocents.
- Diverses œuvres de l'atelier d'Andrea della Robbia.
- Domenico Ghirlandaio, L'Adoration des mages (1485-1488).
- Luca della Robbia, Madonna col Bambino che mostra un cartiglio (1446-1449).
- Piero di Cosimo, Madonna col Bambino, angeli e santi (1490 env.).
- Bernardino Poccetti, Strage degli Innocenti e scene della vita dei neonati.
- Domenico di Michelino, Madonna con i piccoli Innocenti, représentée avec la loggia dans le fond (1445 env.).